# 6. marinski polk (ZDA)
Za druge 6. polke glejte 6. polk.
6. marinski polk (angleško 6th Marine Regiment) je marinski polk Korpusa mornariške pehote ZDA.
Trenutno je v sestavi 2. marinske divizije in II. marinske ekspedicijske sile.

## Organizacija
- Štabna četa
- 1. bataljon 6. marinskega polka
- 2. bataljon 6. marinskega polka
- 3. bataljon 6. marinskega polka